# The Red Badge of Courage (filme)
The Red Badge of Courage (br A Glória de um Covarde; pt Sob a Bandeira da Coragem) é um filme estadunidense de 1951, do gênero guerra, dirigido por John Huston e baseado no romance homônimo de Stephen Crane.

## Sinopse
Em 1862, durante a Guerra de Secessão, soldados da União treinam por seis meses, aguardando a hora de ir para a batalha contra os Confederados. Um jovem soldado se mostra mais preocupado que os outros com esse momento, e quando a batalha começa, ele larga as armas e foge. Porém, ao ver seus companheiros feridos e mortos, ele sente vergonha e retorna a seu regimento disposto a lutar.

## Elenco
- Audie Murphy - Henry Fleming
- Bill Mauldin - Tom Wilson
- Douglas Dick - tenente
- Royal Dano - homem esfarrapado
- John Dierkes - Jim Conklin
- Arthur Hunnicutt - Bill Porter
- Tim Durant - general
- Andy Devine - soldado alegre
- Robert Easton - Thompson
- Whit Bissell - oficial ferido
- John Huston - veterano da União
- William Edward Phipps - soldado da União
- William Schallert - soldado da União
- James Whitmore - narrador